# Église Saint-Michel de Beljina
Pour les articles homonymes, voir Église Saint-Michel.
L'église Saint-Michel de Beljina (en serbe cyrillique : Црква Светог Арханђела Михаила ; en serbe latin : Crkva Svetog Arhanđela Mihaila) est une église orthodoxe serbe située dans le village de Beljina en Serbie, dans la municipalité de Barajevo et sur le territoire de la ville de Belgrade. Construite entre 1813 et 1819, elle est inscrite sur la liste des biens culturels de la ville de Belgrade.

## Présentation
L'église Saint-Michel a été construite entre 1813 et 1819, à l'emplacement d'un autre édifice sans doute bâti au Moyen Âge. Elle offre un exemple d'architecture religieuse datant de la période du premier règne du prince Miloš Obrenović.
L'église est constituée d'une nef unique voûtée en berceau et prolongée par une abside demi-circulaire ; sur le côté sud, se trouve une petite chapelle rectangulaire en saillie. Ses façades en pierre sont décorées de bas-reliefs, d'éléments sculpturaux réemployés et de fragments de pierres tombales. Les icônes de l'iconostase ont été peintes en 1849 par Dimitrije Posniković dans un style classicisant.
Le cimetière abrite une douzaine de pierres tombales datant des XVIIIe et XIXe siècles ; dans sa partie sud se trouve une stèle remontant à l'Antiquité tardive.